# تلویزیون سرگرمی سونی
تلویزیون سرگرمی سونی (انگلیسی: Sony Entertainment Television)
یک کانال تلویزیون پولی هندی زبان است که در ۳۰ سپتامبر ۱۹۹۵ تأسیس شد. این کانال متعلق به یکی از شرکت‌های فرعی شرکت سونی است. تا ۱۳ اوت ۲۰۲۱، کانال یوتیوب این کانال تلویزیونی، با داشتن بیش از ۱۱۲ میلیون دنبال‌کننده (مشترک)، سومین کانال با بیشترین دنبال‌کننده در یوتیوب است.